# Maria di Sant'Eufrasia Pelletier
Maria di Sant'Eufrasia, al secolo Rose-Virginie Pelletier (Noirmoutier-en-l'Île, 31 luglio 1796 – Angers, 24 aprile 1868), è stata una religiosa francese, fondatrice della congregazione delle Suore di Nostra Signora della Carità del Buon Pastore: nel 1940 è stata proclamata santa da papa Pio XII.

## Biografia
Nacque sull'isola di Noirmoutier, nella Vandea, dove i suoi genitori, il medico Julien e Anne, erano stati confinati perché ostili alla Rivoluzione francese.
Il 20 ottobre del 1814 entrò come postulante nel convento di Tours dell'Ordine di Nostra Signora della Carità del Rifugio ed il 9 settembre del 1817 fece la sua professione dei voti, assumendo il nome religioso di Maria di Sant'Eufrasia: il 26 maggio del 1825, nonostante la sua giovane età, venne eletta madre superiora del convento.
Scopo del suo ordine era il recupero e la rieducazione delle donne in pericolo morale; presso il monastero di Tours Maria di Sant'Eufrasia ebbe l'idea di istituire una sezione separata destinata a quelle donne che avevano intenzione di rimanere presso la casa come religiose contemplative (Maddalene).
Invitata a fondare un nuovo "rifugio" ad Angers, vi si stabilì con alcune consorelle il 31 luglio del 1829, dedicando il convento al Buon Pastore: nel 1831 venne eletta superiora della nuova comunità. Iniziò quindi a progettare una riforma che rendesse l'Ordine del Rifugio un istituto accentrato, non più una federazione di monasteri indipendenti com'era fino ad allora; l'iniziativa trovò anche il sostegno del vescovo di Angers Charles Montault des Isles e papa Gregorio XVI, con un breve del 3 aprile 1835, concesse al convento del Buon Pastore il rango di generalato, dando alla Pelletier la possibilità di fondare nuove case e di aggregare quelle dell'Ordine della Carità del Rifugio.
L'Istituto della Carità del Buon Pastore si diffuse rapidamente: nel 1868, alla morte della Pelletier, la congregazione contava 2.760 religiose e 110 case presenti in tutto il mondo.

## Il culto
Venne proclamata beata il 30 aprile del 1933 da papa Pio XI; papa Pio XII la canonizzò il 2 maggio del 1940.
Il suo elogio si legge nel martirologio romano al 24 aprile.